# Laurellia crambos
Laurellia crambos är en insektsart som beskrevs av Otte, D. och Perez-gelabert 2009. Laurellia crambos ingår i släktet Laurellia och familjen syrsor. Inga underarter finns listade i Catalogue of Life.